# Alberto Pascutti
Alberto Luis Pascutti (Buenos Aires, 24 de julio de 1958-Buenos Aires, 11 de marzo de 2023) fue un futbolista y entrenador argentino, apodado el «Beto del pueblo». Talentoso y elegante, se desempeñaba como mediocampista, y fue uno de los grandes ídolos del Deportivo Morón y el Quilmes Atlético Club.

## Trayectoria
Comenzó como futbolista profesional en Chacarita Juniors, después jugó en Banfield, Sudamérica de Uruguay, Kimberley, El Porvenir, Quilmes, Deportivo Laferrere, Deportivo Morón, Tigre y All Boys.
Su carrera como entrenador se inició en Almagro por la temporada 1994-95 y perduró hasta 1998. Luego de su paso por el Tricolor donde ascendió al Nacional B. Dirigió al Club Atlético Tigre en la temporada 98/99, en la que el club accedió al Reducido de la Primera B Metropolitana y finalmente alcanzó el ascenso a la Primera B Nacional. Ese mismo año tomó la posta de Tristán Suárez, pero no conforme con los resultados retornó a Almagro para dirigirlo en la temporada 99/00. Este equipo consiguió el ascenso a la Primera División
Luego dirigió a Nueva Chicago club que también logró el ascenso a primera división y más tarde se hizo cargo de All Boys en la temporada 2000/01. En 2002 dirigió a El Porvenir peleando el ascenso a primera hasta las últimas fechas con Argentino Juniors. Más tarde dirigió a Los Andes equipo que también ascendió al Nacional B desde la Primera B 2007/08.
Tras un paso por Quilmes, el 18 de abril de 2011 asumió como técnico en Tiro Federal de Rosario de la B Nacional. A fines de ese año asumió la dirección técnica de Club Sportivo Italiano
Asimismo, fue director técnico de otros clubes como Sarmiento de Junín, Platense, Aldosivi de Mar del Plata, Talleres (RE), Juventud Antoniana y Universidad Católica de Quito donde ascendió a primera. Desde abril de 2016 hasta septiembre del 2017 fue director técnico de Almirante Brown.
Falleció el 11 de marzo de 2023, a los 64 años, a causa de un paro cardíaco. Fue enterrado en el Cementerio de la Chacarita.

## Clubes

### Como jugador
| Club                | País      | Año       |
| ------------------- | --------- | --------- |
| Chacarita Juniors   | Argentina | 1977-1980 |
| Banfield            | Argentina | 1981      |
| Sud América         | Uruguay   | 1982      |
| Kimberley           | Argentina | 1983      |
| El Porvenir         | Argentina | 1983-1985 |
| Quilmes             | Argentina | 1985-1987 |
| El Porvenir         | Argentina | 1987-1988 |
| Deportivo Laferrere | Argentina | 1988-1989 |
| Deportivo Morón     | Argentina | 1989-1990 |
| Tigre               | Argentina | 1990-1991 |
| All Boys            | Argentina | 1991-1993 |
| Tigre               | Argentina | 1993-1994 |

### Como entrenador
| Club                 | País      | Año       |
| -------------------- | --------- | --------- |
| Almagro              | Argentina | 1994-1997 |
| Tigre                | Argentina | 1997-1998 |
| Tristán Suárez       | Argentina | 1998-1999 |
| Almagro              | Argentina | 1999-2000 |
| Nueva Chicago        | Argentina | 2000      |
| All Boys             | Argentina | 2000-2001 |
| El Porvenir          | Argentina | 2002-2005 |
| Aldosivi             | Argentina | 2005-2006 |
| Universidad Católica | Ecuador   | 2006-2007 |
| Los Andes            | Argentina | 2007-2008 |
| Quilmes              | Argentina | 2008-2009 |
| Almagro              | Argentina | 2009      |
| Platense             | Argentina | 2009-2010 |
| Sarmiento (J)        | Argentina | 2010-2011 |
| Tiro Federal         | Argentina | 2011      |
| Sportivo Italiano    | Argentina | 2011-2013 |
| Talleres (RE)        | Argentina | 2014-2015 |
| Juventud Antoniana   | Argentina | 2015      |
| Almirante Brown      | Argentina | 2016-2017 |